# Milan Hodža
Milan Hodža, né le 1er février 1878, à Sučany (Slovaquie, alors en Autriche-Hongrie) et mort le 27 juin 1944 à Clearwater (Floride, États-Unis), est un homme politique tchécoslovaque, chef du parti agrarien slovaque. 
Président du Conseil entre 1935 et 1938, il démissionna lors de la crise de Munich et s'exila aux États-Unis.

## Biographie
Son projet était d'unifier les pays d'Europe centrale autour d'un pacte agraire afin de faire face au voisin allemand. Des accords bilatéraux de non-agression et de coopération économique auraient permis de lier des pays proches par leur niveau de développement économique. Ce rapprochement régional entre les pays de la Petite Entente, l'Autriche et la Hongrie, supposait une entorse à la clause de la nation la plus favorisée et devait donc être admis par les puissances d'Europe occidentale.
Il est considéré comme un des penseurs du fédéralisme régional en Europe centrale.